# قله

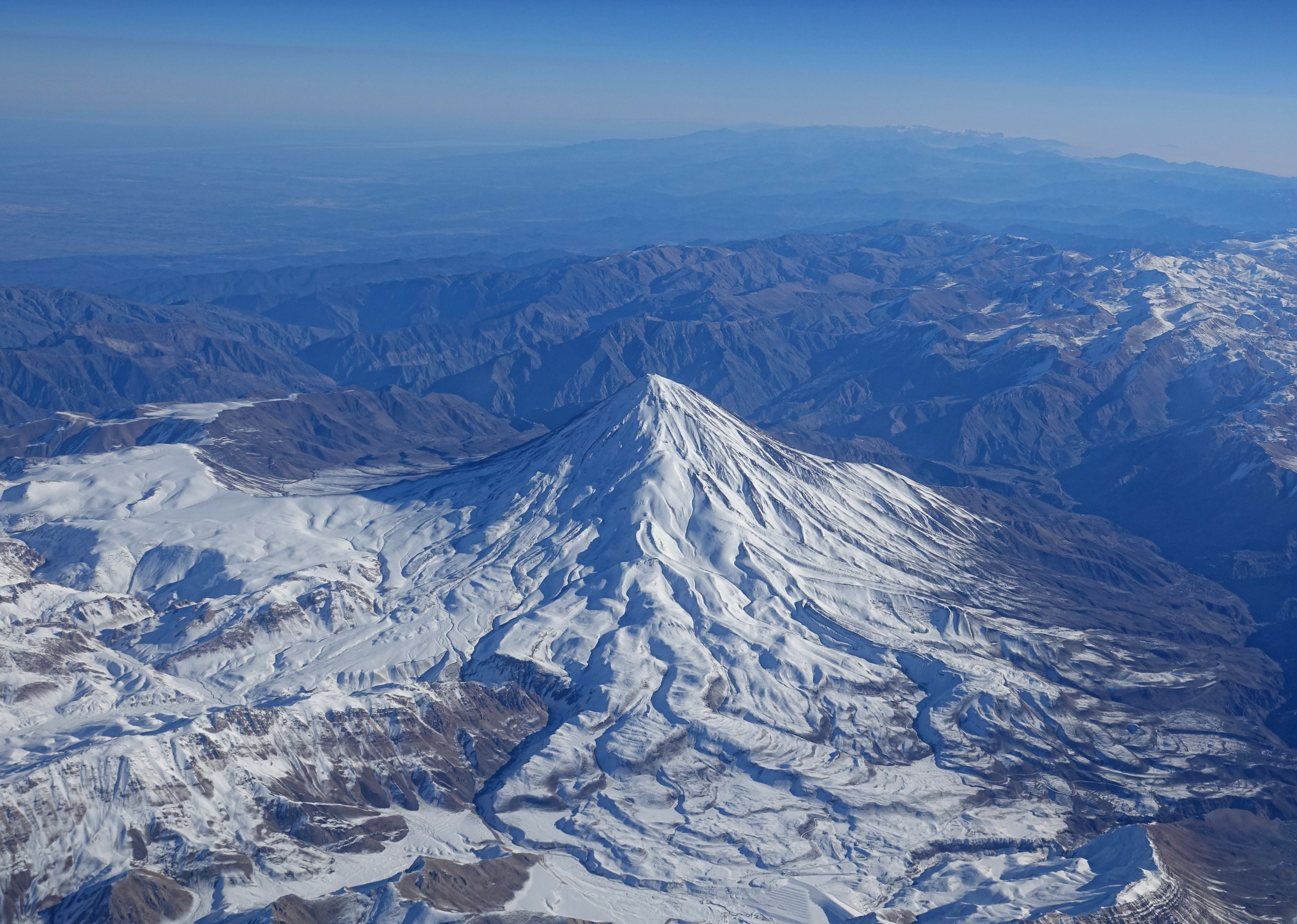
قله دماوند

قُله، اوج یا چکاد، به بلندترین جای یک کوه گفته می‌شود. به عبارت دیگر، قله نقطه‌ای بر سطح زمین است که ارتفاع آن از همه نقاط اطرافش بیشتر باشد.
بلندترین قلهٔ ایران قلهٔ کوه دماوند است. بعد از قله دماوند قله‌های علم کوه و سبلان به ترتیب دومین و سومین قلل بلند ایران هستند. بلندترین قلهٔ کرهٔ زمین، قلهٔ کوه اورست است. بلندترین قلّهٔ منظومه شمسی هم کوه المپوس در مریخ است. مشکل‌ترین قله کره زمین برای صعود، کوه‌نوردان قله k2 با ارتفاع ۸۶۱۱ متر است.